# 초동로
초동로(Chodong-ro)는 충청북도 진천군 초평면에서 맹동면 통동삼거리 잇는 32.6km 도로이다.

## 주요 경유지
충청북도
- 진천군 (초평면 · 맹동면)

## 노선
전구간이 지방도 제516호선에 속함.
| 이름          | 접속 노선                 | 소재지        | 소재지        | 비고          |
| 초평로와 직결 | 초평로와 직결             | 초평로와 직결 | 초평로와 직결 | 초평로와 직결 |
| ------------- | ------------------------- | ------------- | ------------- | ------------- |
| 초동삼거리    | 초평로                    | 진천군        | 초평면        |               |
| 금곡교        |                           | 진천군        | 초평면        |               |
| 영구교        |                           | 진천군        | 초평면        |               |
| 신평교        |                           | 진천군        | 초평면        |               |
| 신평삼거리    | 황골길                    | 진천군        | 초평면        |               |
| 상통교        |                           | 진천군        | 초평면        |               |
| 신통교        |                           | 진천군        | 초평면        |               |
| 통동삼거리    | 지방도 제533호선 (원중로) | 진천군        | 맹동면        |               |
| 원중로와 직결 |                           |               |               |               |

## 주요 건물 및 시설
- 초평우체국 (초동로 7/용정리 594-4)
- 초평파출소 (초동로 9/용정리 592-5)
- 초평농협(하나로마트) (초동로 21/용정리 584)
- 초평전담의용소방대 (초동로 38/용정리 산 21-104)
- 초평초등학교 (초동로 143/금곡리 593)